# Municipio de Fairview (condado de Butler, Kansas)
El municipio de Fairview (en inglés: Fairview Township) es un municipio ubicado en el condado de Butler en el estado estadounidense de Kansas. En el año 2010 tenía una población de 519 habitantes y una densidad poblacional de 5,55 personas por km².

## Geografía
El municipio de Fairview se encuentra ubicado en las coordenadas 37°51′42″N 96°59′47″O / 37.86167, -96.99639. Según la Oficina del Censo de los Estados Unidos, el municipio tiene una superficie total de 93.54 km², de la cual 93,46 km² corresponden a tierra firme y (0,09 %) 0,08 km² es agua.

## Demografía
Según el censo de 2010, había 519 personas residiendo en el municipio de Fairview. La densidad de población era de 5,55 hab./km². De los 519 habitantes, el municipio de Fairview estaba compuesto por el 92,68 % blancos, el 0,96 % eran afroamericanos, el 1,54 % eran amerindios, el 0,19 % eran asiáticos, el 0,77 % eran de otras razas y el 3,85 % eran de una mezcla de razas. Del total de la población el 1,93 % eran hispanos o latinos de cualquier raza.